# Non c'è posto per lo sposo
Non c'è posto per lo sposo (No Room for the Groom) è un film del 1952 diretto da Douglas Sirk.

## Trama
Alvaro Morrell è il giovane proprietario di un vigneto che, prima di tornare al servizio militare, fugge a Las Vegas con la sua ragazza Lia Kingshead, figlia della sua governante.
I due non possono però trascorrere la luna di miele perché Alvaro ha un caso di varicella e Lia deve essere messa in quarantena con lui; dopodiché, finita la quarantena, Alvaro viene spedito per dieci mesi in Corea, uno dei fronti più caldi della guerra.
Durante questo periodo, Lia non trova il modo o il tempo adatto per parlare del matrimonio alla madre che finge di avere svenimenti e nasconde le sue debolezze personali, che includono il fumo e il gioco d'azzardo.
L'obiettivo della madre è far sposare Lia con il ricco Herman, proprietario di una fiorente attività di cemento e per questo spera di tenere separati i coniugi in modo che la loro unione non venga mai consumata e possa essere legalmente annullata.
Al ritorno, Alvaro scopre che i parenti della moglie si sono piazzati in casa sua e che gli fanno pressione affinché venda il vigneto e la casa a Herman, mentre cospirano per farlo dichiarare malato di mente e incapace di condurre i propri affari.